# Mammillaria petterssonii
Mammillaria petterssonii ist eine Pflanzenart aus der Gattung Mammillaria in der Familie der Kakteengewächse (Cactaceae). Das Artepitheton ehrt den deutschen Kakteensammler Pettersson, den Freund des Kakteenspezialisten und Besitzers einer Kakteengärtnerei in Birkenwerder bei Berlin Heinrich Hildmann.

## Beschreibung
Mammillaria petterssonii wächst meist einzeln. Die kugeligen Triebe sind trüb hellgrün und bis zu 12 Zentimeter im Durchmesser groß. Die dreikantigen Warzen sind groß und führen reichlich Milchsaft. Die Axillen sind mit Wolle besetzt. Die 6 bis 7 Mitteldornen sind orangebraun. Im Alter werden sie weißlich mit dunkler Spitze. Sie werden bis zu 2 Zentimeter lang. Die 10 oder mehr Randdornen sind steif, gerade und weiß. Sie werden 2 bis 10 Millimeter lang. Die obersten sind kürzer und schwächer ausgebildet.
Die rosaroten bis weißen Blüten haben einen rötlichen Mittelstreifen. Sie sind bis zu 2,5 Zentimeter im Durchmesser groß und ebenso lang. Die Früchte sind purpurrosa. Sie enthalten braune Samen.

## Verbreitung, Systematik und Gefährdung
Mammillaria petterssonii ist in den mexikanischen Bundesstaaten Aguascalientes, Guanajuato, Jalisco, Querétaro, San Luis Potosí und Zacatecas verbreitet.
Die Erstbeschreibung erfolgte 1886 durch Heinrich Hildmann. Ein nomenklatorisches Synonym ist Neomammillaria petterssonii (Hildm.) Britton & Rose (1923).
In der Roten Liste gefährdeter Arten der IUCN wird die Art als „Least Concern (LC)“, d. h. als nicht gefährdet geführt.

## Nachweise